# Simone Menezes
Simone Menezes  é uma regente orquestral Italo-Brasileira vivendo atualmente na França.

## Biografia
Natural de Brasília, formou-se pela Unicamp e pela École Normale de Musique de Paris.
Começou sua carreira como regente titular da Orquestra Sinfônica da Unicamp, onde trabalhou entre 2008 e 2012 e gravou o CD - Novos Universos Sonoros, em um projeto com diversas universidades brasileiras.
Em 2012, funda a Camerata Latino Americana, grupo inicialmente residente em São Paulo. O grupo rapidamente ganha notoriedade como um grupo referência de qualidade, se apresenta em diversas cidades, nas principais salas de concerto brasileira e grava um CD-livro intitulado Suíte Contemporânea Brasileira. Em  2013 é convidada para o Jarvi Academy, onde estuda com o maestro Paavo Järvi, Neeme Järvi, Leonid Grin e Gennady Rozhdestvensky. Após o festival, é aceita pelo maestro Paavo Järvi para uma fellowship financiada parcialmente pelo Ministério da Cultura Brasileiro. Com o apoio da Embaixada Alemã no Brasil, assiste o maestro em diversos concertos com algumas das principais orquestras da Europa, tais como: Orchestre de Paris, Deutsch Kammerphilharmonie de Bremen, Wiener Symphoniker, entre outras.

Em 2015 funda, junto com a pianista brasileira Sonia Rubinsky  o International Villa-Lobos Project  o projeto que visa promover a musica de Villa-Lobos internacionalmente por meio de ações estratégicas ligadas a artistas brasileiros e entidades internacionais. Estabelecendo sua residência na França e definindo sua missão artística de difundir, além do repertório standard, o repertório brasileiro e latino americano internacionalmente.
Desde 2016, Simone vive na Europa on trabalha regularmente com regente convidade em orquestras como a Filarmonica de Rotterdam, Britten Sinfonia, Los Angeles Philharmonic, Osaka Symphony entre outras.
Em 2019, ganha o segundo prêmio da competição europeia MAWOMA (Master Woman Orchestra) para mulheres regentes de orquestra no Musikverein in Vienna, neste mesmo ano, faz sua estreia no mercado japonês em Osaka com a Osaka Symphony Orchestra e participa no festival Chofu International Music Festival.
Em 2020 K lança o seu primeiro CD pelo selo Accents alcançando grande repercussão na crítica, como citado pelo Jornal Francês Le Monde:  "Fundado em 2019 pela regente italo-brasileir Simone Menezes, l’Ensemble K significa: Klassico, Kosmopolita, Kontemporâneo, Kréativo, Konectado”, sendo a mais pura verdade! "
Em 2021, Ela inicia juntamente com a Philharmonie de Paris uma colaboração com o fotógrafo Sebastiao Salgado um projeto para a criação de um concerto chamado "Amazónia" juntando a musica de Villa-Lobos e Philip Glass com imagens do fotógrafo. O projeto, aclamado pelo  "The Guardian", teve seus primeiro concertos na Philharmonia de Paris para em seguida seguir uma turne mundial passando pelo Barbican de Londres, o Pacco da Musica de Rome entre outros. ·  ·  · 
Em 2022, seu grupo "K" lança o projeto multiforma "Metanoia" através de um CD pelo Label A e a produção de um documentário televisivo que trata da música, da arte e fotografia. O documentário é realizado pelo cineasta Paul Smaczny, vencedor de um Grammy, e tem a participação do fiósofo italiano Alberto Cavali, do pintor alemão Michael Triegel e do regente Antonio Pappano. Ela dirigirá logo em seguida a divulgação deste documentário, o concerto "The beauty will save the world" com a equipe da Cartier Womens preparado para a exposição universal de Dubai. ·  ·  ·  ·  ·  ·  · 

## Vida pessoal
Simone é casada com o engenheiro Humberto Menezes com que teve uma filha chamada Julia . A familía habita em Lille no norte da França. 

## Discografia
- Novos Universos Sonoros. Com a Orquestra Sinfônica da Unicamp (2009) [26] · [27]
- Suíte Contemporânea Brasileira. Com a Camerata Latino Americana (2015) [28] · [29]
- Accents. Com o Ensemble K (Aparté; 2020) [30] · [31]
- Metanoia. Puccini, Bach, Villa-Lobos, Pärt, Borodin. Com Manon Galy, Violino; Ensemble K (Accentus; 2021) [18] · [32]